# Nadi Football Association
O Nadi Football Association é um clube de futebol Fijiano que disputa o Campeonato Fijiano de Futebol.

## Títulos
- Campeonato Fijiano de Futebol: 9

1978, 1980, 1981, 1982, 1983, 1985, 1998, 2000,2015
- Campeonato Interdistrital: 6

1969, 1971, 1974, 1998, 1999, 2002
- Batalha dos Gigantes: 5

1978, 1980, 1983, 1986, 1996
- Torneio Copa Associação de Futebol de Fiji: 2

1996, 2013

## Elenco atual
Atualizado em 13 de abril de 2014.
Elenco formado para a disputa da Liga dos Campeões da OFC de 2013–14.
Nota: Bandeiras indicam equipe nacional, conforme definido pelas regras de elegibilidade da FIFA. Os jogadores podem ter mais de uma nacionalidade não-FIFA.
| N.º |               | Posição | Jogador               |
| --- | ------------- | ------- | --------------------- |
| 1   | Fiji          | G       | Beniamino Mataniqara  |
| 3   | Fiji          | A       | Rahul Krishna         |
| 4   | Fiji          | A       | Jone Salauneune       |
| 5   | Fiji          | A       | Rusiate Matarerega    |
| 6   | Nova Zelândia | D       | Astley Lee            |
| 7   | Fiji          | M       | William Valentine     |
| 8   | Fiji          | D       | Krishna Sami          |
| 9   | Fiji          | A       | Vuniuci Tikomaimereke |
| 10  | Fiji          | A       | Uraia Loki            |
| 11  | Fiji          | A       | Ilimotama Jese        |
| 12  | Fiji          | D       | Ame Votoniu           |
| 13  | Fiji          | M       | Jolame Vukivuki       |

| N.º |      | Posição | Jogador                |
| --- | ---- | ------- | ---------------------- |
| 14  | Fiji | A       | Samuela Drudru         |
| 15  | Fiji | A       | Napolioni Qasevakatini |
| 16  | Fiji | M       | Amani Valebalavu       |
| 17  | Fiji | D       | Mataiasi Toma          |
| 18  | Fiji | D       | Eliki Ravosai          |
| 19  | Fiji | M       | Shafim Buksh           |
| 20  | Fiji | M       | Lekima Gonerau         |
| 21  | Fiji | G       | Vereti Dickson         |
| 22  | Fiji | G       | Levi Saukuru           |
| 23  | Fiji | D       | Ratu Bainivalu         |
| 24  | Fiji | M       | Arvin Pratap           |
| 25  | Fiji | A       | Isoa Ratuva            |

### Comissão técnica
| Cargo                | Nome            |
| Treinador            | Kamal Swamy     |
| Assistente           | Pranesh Amarsee |
| Assistente           | Kamlesh Sami    |
| Gerente              | Sunil Singh     |
| Fisioterapeuta       | Varoon Karan    |
| Diretor              | Javed Ahmed     |
| Gerenciador de mídia | Javed Ahmed     |